# گرفتن .۴۴
گرفتن .۴۴ (به انگلیسی: Catch .44) فیلمی است محصول سال ۲۰۱۱ و به کارگردانی آرون هاوی است. در این فیلم بازیگرانی همچون فارست ویتاکر، بروس ویلیس، مالین اکرمان، نیکی رید، دبورا آن ول، براد دوریف، شیا ویگهام، مایکل روزنبام ایفای نقش کرده‌اند.